# Adamantinoma
Adamantinoma (del griego adamantinos, que quiere decir «muy duro») es un tumor óseo maligno primario, de muy rara aparición, siendo menos del 1% de los cánceres de hueso. Este incluye elementos epiteliales.

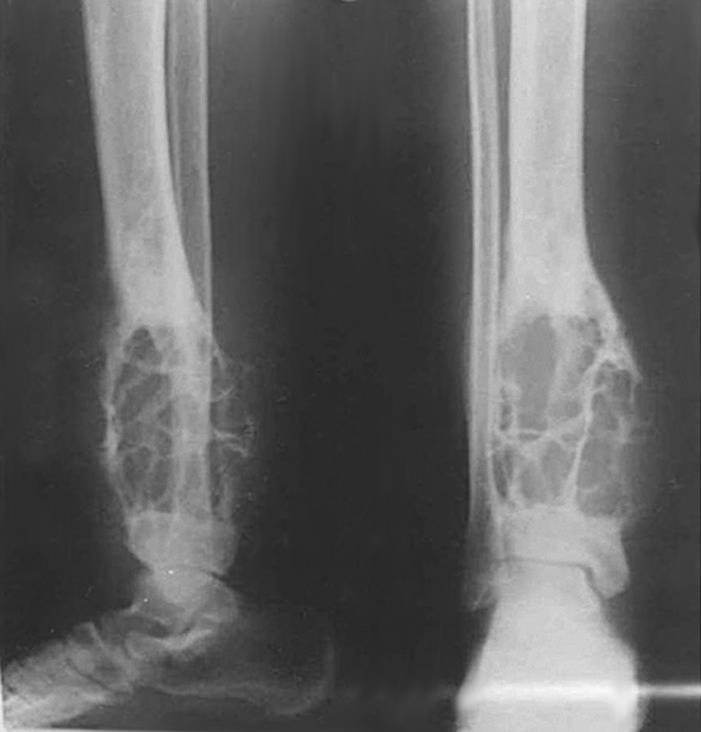
Radiografía mostrando un adamantinoma de tibia

Esta enfermedad fue descrita por primera vez por Fischer en 1913.

## Cuadro clínico
Se presenta predominantemente en huesos con localización subcutánea como la tibia. Por lo general los pacientes están en su segunda o tercera década de vida, aunque puede ocurrir en un rango bastante amplio de edad.

## Pronóstico
El pronóstico es muy bueno, con una supervivencia global del 85% a los 10 años, pero menor cuando no se pueden obtener buenos resultados quirúrgicos.